# Andagt
Andagt ordet kommer af det tyske ord Andacht, som kommer af andenken - at tænke på. På ældre dansk betød andagt overvejelse eller bestemmelse. Andagter defineres ofte som mindre gudstjenester med bøn som det centrale, men der findes mange definitioner. I kirkelige foreninger og børne- og ungdomsorganisationer som FDF, KFUM og KFUK, KFUM-Spejderne og De grønne pigespejdere bruges andagter tit, som en optakt eller som afslutning på aftenens sammenkomster.
I en andagt relateres bibelteksterne ofte til nutiden og hverdagslivet, lige som præster ofte gør i deres prædikener. En andagt kan udføres af alle, så det behøver ikke at være en præst, der holder andagten. I videre forstand kan begrebet bruges filosofisk om en meditativ tænkning, hvor der "tænkes med hjertet", og hvor man bliver grebet af det, man tænker på.
Der findes adskillige andagtsbøger med tekster til andagt. Andagtsbøgerne kan også indeholde andagter til godnatlæsning.